# Golden Richards
John Golden Richards (Salt Lake City, 31 de dezembro de 1950 – 23 de fevereiro de 2024) foi um jogador profissional de futebol americano estadunidense.

## Carreira
Golden Richards foi campeão da temporada de 1977 da National Football League jogando pelo Dallas Cowboys.